# Suresh Chabria
Suresh Chabria (Hindi: सुरेश छाबरिया Sureś Chābariyā; * im 20. Jahrhundert in Indien) ist ein indischer Filmwissenschaftler und Hochschullehrer.

## Leben
Suresh Chabria lehrte zunächst Politikwissenschaft am St. Xavier’s College in Bombay. Seit 1985 war er als Professor für ‚Film Appreciation‘ (Filmvermittlung) und Registrar am Film and Television Institute of India (FTII) in Pune tätig. Er veröffentlichte und veröffentlicht regelmäßig filmhistorische Artikel in Fachzeitschriften und Büchern in Indien und im Ausland. Sein besonderes Interesse gilt dem indischen Stummfilm, der Malerei, Photographie und Kulturwissenschaft. Auch nach seiner Emeritierung 2009 hält er jährliche Kurse und Workshops zur ‚Film Appreciation‘.
Von 1992 bis 1998 stand Chabria als Nachfolger von P. K. Nair dem National Film Archive of India in Pune als Direktor vor. Chabria setzt sich besonders für die Schaffung geeigneter Lagerräumlichkeiten für den Filmbestand und die Filmkonservierung ein. Es gelang ihn unter anderem, ein Fragment von Baburao Painters Muraliwala (1927) aufzuspüren. 1996 regte Chabria ein deutsch-indisches Projekt zur Aufführung des deutsch-indischen Stummfilms A Throw of Dice (1929) mit eigens von Pierre Oser geschriebener Musik an.

## Bibliografie
- Chabria, Suresh: Light of Asia:Indian silent cinema 1912-1934, 1994